# Girolamo Lucenti (scultore)

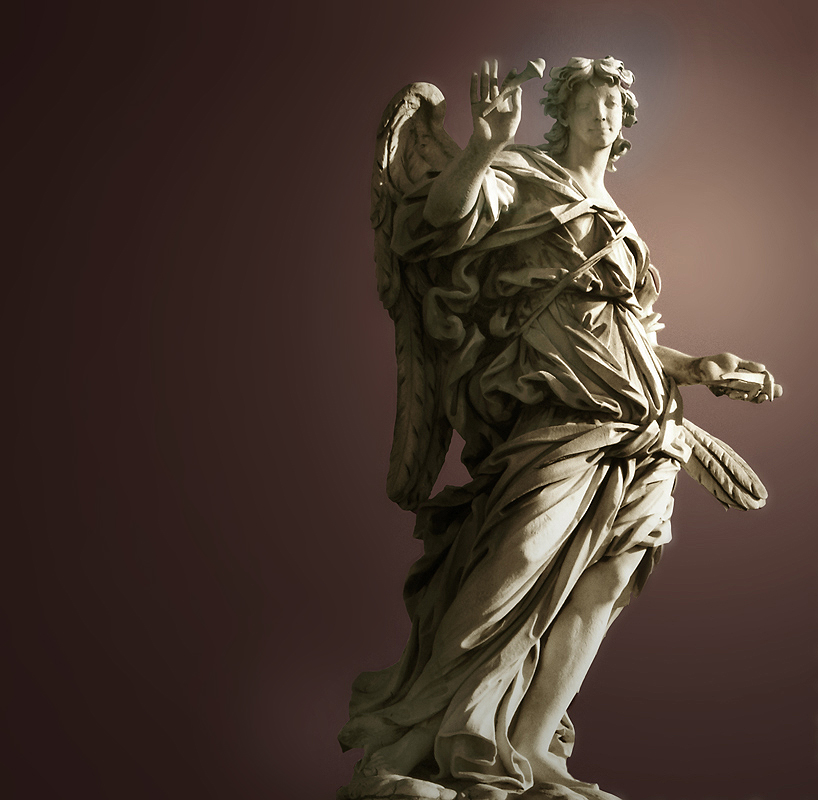
Angelo con i chiodi, Ponte Sant'Angelo, Roma

Girolamo Lucenti (Roma, 1627 – Roma, 1698) è stato uno scultore italiano, attivo a Roma durante il Barocco.

## Biografia
Girolamo Lucenti (talvolta Lucini), fu inizialmente allievo di Alessandro Algardi ed in seguito lavorò anche per il rivale di Algardi, il celebre Gian Lorenzo Bernini. Lucenti completò la tomba del cardinale Girolamo Gastaldi (1685-1686) nel coro della chiesa di Santa Maria dei Miracoli e quattro busti in bronzo di papi nel coro della Basilica di Santa Maria in Montesanto. Su disegno dello stesso Bernini, Lucenti modellò una statua di bronzo di Filippo IV di Spagna (1692) che si trova sotto il portico di Santa Maria Maggiore. La sua opera più celebre è una scultura in marmo, l'Angelo con i chiodi della croce per il Ponte Sant'Angelo.
Sono anche note alcune medaglie con l'effigie di Clemente X Altieri.